# Donja Brvenica
Donja Brvenica (cyr. Доња Брвеница) – wieś w Czarnogórze, w gminie Pljevlja. W 2011 roku liczyła 118 mieszkańców.